# Pterolophia omeishana
Pterolophia omeishana är en skalbaggsart som beskrevs av J. Linsley Gressitt 1945. Pterolophia omeishana ingår i släktet Pterolophia och familjen långhorningar. Inga underarter finns listade i Catalogue of Life.